# Троцький Віталій Миколайович
Тро́цький Віта́лій Микола́йович (нар. 19 грудня 1835 — пом. 9 травня 1901) — російський воєначальник і державний діяч, військовий губернатор Сирдар'їнської області, генерал-ад'ютант, генерал від інфантерії.

## Життєпис
Народився 19 грудня 1835 р. на хуторі, що належав його батьку і розташовувався поблизу с. Волосківці (нині Менського району Чернігівської області).
На дев'ятому році життя батько віддав Віталія до 1-го Московського кадетського корпусу, у якому він навчався 8 років.
По закінченні корпусу 13 серпня 1853 р. В.Троцький отримав звання поручика і був направлений до Казанського єгерського полку. Командуючи ротою цього полку, у 1854 р. бере участь у походах до Молдавії і Криму. Зокрема, під час Східної війни брав участь у невдалій для Росії битві на р. Альма (Крим) 8 вересня 1854 р. 18-річний командир роти В.Троцький вивів 4-ий батальйон свого полку з-під ворожого вогню і за це був удостоєний першої бойової нагороди.
У березні 1855 р. Віталій Миколайович був переведений до лейб-гвардії Гатчинського полку та отримав звання підпоручика гвардії.
У 1858 р. поступив до Миколаївської академії Генерального штабу.
17 квітня 1860 р. йому присвоєне звання поручика лейб-гвардії Гатчинського полку.
З 1862 р. — працівник Генштабу. 22 січня 1862 р. він уже штабс-капітан Генерального штабу, а 4 січня 1863 р. отримує звання капітана.
У 1863—1866 рр. — помічник редактора військової газети «Русский инвалид».
З 27 травня 1866 р. по 21 липня 1867 р. — начальник штабу військ Туркестанської області. 30 серпня 1866 р. був підвищений до звання підполковника. З 12 листопада 1866 р. — полковник. Учасник Бухарської військової кампанії (перебував у загоні генерал-майора Д.Романовського).
З 21 липня 1867 по 1 листопада 1869 р. — начальник штабу військ Сир-Дар'їнської області.
З 1 листопада 1869 р. по 10 січня 1873 р. — помічник командуючого військами Сир-Дар'їнської області.
У серпні 1870 р. бере участь у Шахризабської військової експедиції як начальник штабу експедиційного загону. Зокрема, брав участь у штурмі і здобутті м. Китаба, за що 14 серпня 1870 р. отримав звання генерал-майора й орден св. Анни 2-го ступеня.
Влітку 1871 р. Віталій Миколайович бере учать у поході генерал-лейтенанта Г.Колпаковського по підкоренню Кульджинського ханства.
В 1872 р. в Москві редагував збірник «Русский Туркестан».
З 10 січня 1873 р. по 5 травня 1878 р. — начальник штабу Туркестанського військового округу.
1873 р. — учасник Хівинського походу (як начальник похідного штабу Туркестанського загону).
1876—1877 рр. — В.Троцький перебував у Петербурзі, де займався складанням історії Хівинського походу — «Материалы для описания Хивинского похода 1873 года» (видані у 1881—1882 рр.).
За наказом імператора Олександра ІІ В.Троцький наприкінці 1877 р. повертається до Туркестану.
З 5 травня 1878 р. по 18 лютого 1883 р. — на посаді губернатора Сир-Дар'їнської області і командуючого військами, які у ній дислокувалися. Влітку 1878 р. В.Троцький бере участь у так званому Джамському поході або поході до Індії (демонстрація військових сил Росії, яка була спрямована проти Англії).
30 серпня 1880 р. — підвищений до звання генерал-лейтенанта.
З 18 лютого по 16 березня 1883 р. — начальник 25-ї піхотної дивізії.
З 1 березня 1883 до 13 серпня 1889 р. — начальник штабу Кавказького військового округу.
З 13 серпня 1889 по 22 січня 1890 р. — командир 16-го армійського корпусу.
З 22 січня 1890 р. — помічник командуючого військами Київського військового округу генерала від інфантерії М.Драгомирова.
1894 р. — підвищений до звання генерала від інфантерії.
З 25 лютого 1895 р. — командуючий військами Віленського військового округу.
З 6 грудня 1897 р. — генерал-губернатор Віленський, Ковенський і Гродненський (продовжував обіймати і попередню посаду).
Помер 9 травня 1901 р. Причина смерті — крововилив у шлунок.
Прах генерала був похований у рідному селі Волосківці 11 травня 1901 р. на території родинного маєтку (у саду), в склепі, біля могил його батьків.

## Нагороди
- 1854 — орден св. Анни 4-го ступеня
- 1870 — орден св. Анни 2-го ступеня
- 1872 — орден св. Володимира 2-го ступеня
- 1873 — орден св. Станіслава 1-го ступеня та золота зброя
- 1874 — орден Лева і Сонця (Персія)
- 1875 — орден св. Георгія 3-го ступеня.
- 1878 — орден св. Анни 1-го ступеня
- 1884 — орден св. Володимира 2-го ступеня
- 1887 — орден Білого Орла
- 1893 — орден Східної Зірки з алмазами (Бухара)
- 1896 — орден св. О.Невського (1898 — отримав діамантові знаки до нього)
- 1898 — орден св. Олександра (Болгарія)

## Родина
- Батько — підпоручик у відставці Микола Іванович (1793 р.н.; учасник закордонних походів російської армії 1813 р.)
- мати — Минодора Дмитрівна Пащенко
- Брати — Микола (1817 р.н.), Віктор (1823 р.н., підполковник у відставці).
- Син (один із 5-ох) — Віталій Віталійович, на 1909 р. штабс-капітан 1-ї гренадерської артилерійської бригади.